# Гагарінський тунель
55°42′31″ пн. ш. 37°35′02″ сх. д. / 55.7086° пн. ш. 37.5839° сх. д.

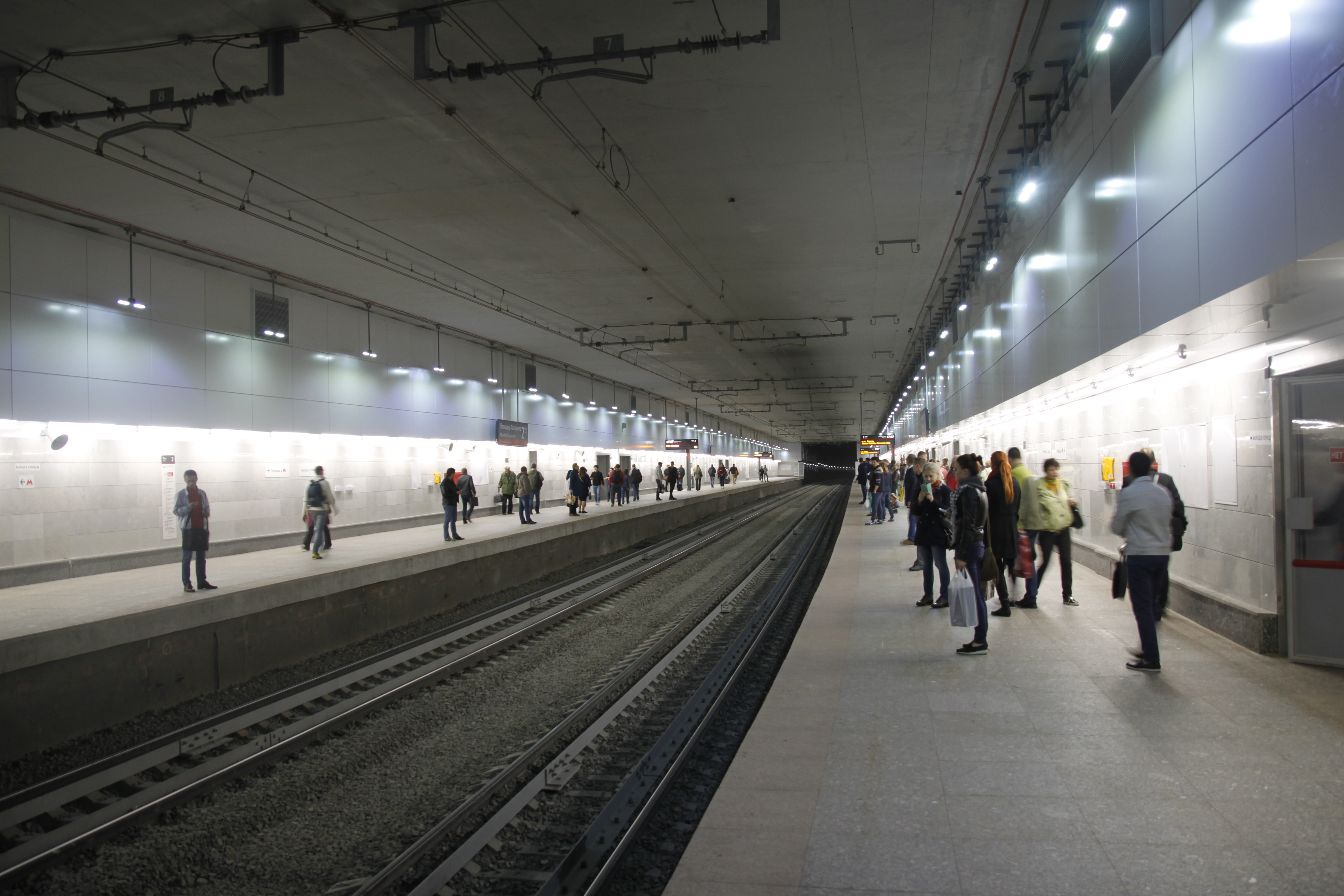
Підземна платформа Площа Гагаріна в залізничному тунелі

Гагарінський тунель — триярусний автомобільний і залізничний тунель у Москві, розташований на Третьому транспортному кільці, проходить під площею Гагаріна. Довжина автомобільного тунелю близько 1100 м, залізничного — близько 900 м. Ввведено в експлуатацію в грудні 2001 року.
Тунель має по 4 смуги для автотранспорту в обидва боки, залізнична секція — дві головні колії.
Тунелем прямує двоколійна електрифікована дільниця Малого кільця Московської залізниці з розташованою на ній платформою Площа Гагаріна. Пуск пасажирського руху відбувся 10 вересня 2016 року. Весь тунель знаходиться в межах станції Канатчиково, основний колійний розвиток якої починається відразу на південний схід від тунелю. Це єдиний тунель на Малому кільці МЗ.

## Історія
Гагарінський тунель споруджений в ході реконструкції Третього транспортного кільця. Знаходиться на високому правому березі Москви-ріки, є продовженням Андріївського моста. Має неглибоке закладення, складається з двох труб завширшки 20 метрів, які розділені між собою непроникною перегородкою. Допустима швидкість руху транспорту в тунелі становить 100 км/годину. У години пік по тунелю проїжджає від 5 до 7 тис. автомобілів щогодини.
Правий по ходу руху в тунелі проїзд призначений для виїзду на Ленінський проспект для руху в сторону центру, лівий - для виїзду з вулиці Косигіна на проспект 60-річчя Жовтня. Перекриттям тунелю проходить проїжджа частина Ленінського проспекту і упорядкована пішохідна зона.
Тунель обладнаний системами відеоспостереження постів ДПС і ГУП «Гормост», системами гасіння вогню і димовидалення, а також евакуаційними виходами на випадок надзвичайних подій
При будівництві тунелю, в ньому опинилися і залізничні колії Малого кільця МЗ, що проходили раніше по поверхні.